# Acinipe comptei
Acinipe comptei is een rechtvleugelig insect uit de familie Pamphagidae. De wetenschappelijke naam van deze soort is voor het eerst geldig gepubliceerd in 1980 door Llorente del Moral.
1. ↑  (en) Acinipe comptei op de IUCN Red List of Threatened Species.